# Lakeland (Florida)
Lakeland è una città degli Stati Uniti d'America, nella Contea di Polk in Florida. È situata approssimativamente a metà strada fra Tampa e Orlando. Secondo il censimento del 2008 ha una popolazione di circa 94.000 abitanti.